# Louis-Emmanuel de Boyer-Drudas de Sauveterre
Louis-Emmanuel de Boyer-Drudas de Sauveterre (né en 1725 à Toulouse, où il est mort le 12 avril 1789) fut conseiller au Parlement de Toulouse.

## Biographie
Fils de Bertrand-Bernard de Boyer, baron de Drudas, Conseiller au Parlement de Toulouse et de Marthe de Cambon, et frère de Marie-Gabrielle de Boyer-Drudas épouse de François Marie Louis de Rességuier.
Son éducation est confiée aux Jésuites de Toulouse.
Il devient Conseiller au Parlement de Toulouse en 1746, à la Première Chambre des enquêtes, et Président à mortier jusqu'en 1789.
En 1760, il accède comme mainteneur à l'Académie des Jeux floraux, où il occupe le 13e fauteuil, vacant à la suite du décès de Victor-Pierre-François Riquet, marquis de Caraman.
De septembre 1771 à 1775, il s'exile sur sa terre de Drudas.
Le village est en proie à cette époque à une grande misère, il s'emploie durant ces quatre années à sortir de ces mauvaises conditions la population de Drudas.
En mars 1789, il intervient régulièrement à la Chambre de la noblesse.
Il meurt le 12 avril 1789, terrassé par une forte fièvre, dans le quartier Saint-Étienne à Toulouse où il réside place Saintes-Scarbes
Blason : D'azur à la vache d'argent

## Sources
- Vincent Poitevin-Peitavi, Mémoire pour servir à l'histoire des Jeux floraux